# Bolero (film)
Bolero – albański film fabularny z roku 1997 w reżyserii Besnika Bishy.

## Opis fabuły
Utalentowana uczennica szkoły baletowej Ina mieszka wraz ze starzejącymi się rodzicami i czwórką rodzeństwa w małym mieszkaniu w jednym z miast nadmorskich Albanii. Udział w próbach do muzyki Ravela staje się dla niej odskocznią od nędzy, której doświadcza jej rodzina. Jedyną szansą na wyrwanie się z nędzy jest emigracja. Pierwszym, który decyduje się na wyjazd do Włoch jest ojciec, ale w jego wieku znalezienie pracy okazuje się niezwykle trudne. Ciągłe kłótnie z matką, po wyjeździe ojca powodują, że Ina przerywa naukę w szkole i za namową znajomej zostaje prostytutką. Sytuacja materialna rodziny zmienia się radykalnie, ale ojciec, który po wypadku wraca do kraju nie może się pogodzić z tym, co wybrała jego córka.
Zdjęcia do filmu kręcono w Szkole Baletowej w Tiranie i w Durrës.

## Obsada
- Anila Bisha jako Ina
- Robert Ndrenika jako Petrit (ojciec)
- Pavlina Mani jako Vera (matka)
- Ola Morava jako Evelina (prostytutka)
- Alert Çeloaliaj jako Redi
- Fatos Sela jako nauczyciel w szkole baletowej
- Sulejman Dibra jako włoski właściciel
- Paskal Prifti jako Niku
- Bledar Rudi jako Ilir
- Rea Bisha
- Danja Sinani
- Suela Nallbani
- Ilir Bezhani
- Merkur Bozgo
- Zamira Begolii

## Nagrody i wyróżnienia
Na XI Festiwalu Filmów Albańskich w Tiranie Anila Bisha otrzymała nagrodę dla najlepszej aktorki za rolę Iny.